# Kurt Atterberg
Kurt Magnus Atterberg, född 12 december 1887 i Göteborgs domkyrkoförsamling, Göteborgs och Bohus län, död 15 februari 1974 i Oscars församling, Stockholm, var en svensk tonsättare och civilingenjör. Han var son till ingenjören Anders Johan Atterberg och brorson till kemisten Albert Atterberg.

## Biografi
Trots att han hade stor framgång som tonsättare under sin livstid, särskilt från 1910- till 1930-talet, livnärde sig Atterberg aldrig på att komponera. Han avlade 1911 civilingenjörsexamen vid Kungliga Tekniska högskolan och var anställd vid Patent- och registreringsverket ända till 81 års ålder. Atterberg är begravd på Norra begravningsplatsen.

### Musikrecensenten
Mellan 1919 och 1957 var han musikrecensent i Stockholms-Tidningen. Hans uppfattning om jazz speglade tidens blandning av estetiska och moraliska argument: "Även som blott och bart dansmusik är den sortens jazz, som går i den Armstrongska silvertrumpetstilen, alltså den stupida, tungomålstalande, vrålande jazzen, fullkomligt odräglig […] Det vilar ett tungt ansvar över de anglosaxiska folken, som släppt lös denna kulturskymning över världen."

### Organisatören
Kurt Atterberg var en av grundarna av Svenska Tonsättares Internationella Musikbyrå (STIM) och dess ordförande 1924–1943, samt till Föreningen Svenska Tonsättare och dess ordförande 1924–1947. Redan 1914 tog ett antal tonsättare initiativ till att bilda en tonsättarförening och att grunda en "inkassobyrå". Försöket misslyckades och endast en mindre grupp som kallades "Spillran" återstod. Denna bestod förutom Atterberg av Natanael Berg, Ture Rangström och Oskar Lindberg. Fyra år senare, 1918, bildades dock FST och 1923 Stim.

### Makthavaren
Atterberg nådde i kraft av sina många uppdrag en mycket stark ställning som makthavare i det svenska musiklivet, som "ingen förr eller senare varit i närheten av." Som nämnts var han förste musikkritiker i Stockholmstidningen samt långvarig ordförande i både Stim och FST. Dessutom ledde han...
| ”                   | ...mellan 1940 och 1950 praktiskt taget enväldigt Musikaliska akademien som dess ständige sekreterare, en befattning som då var vida centralare än idag, eftersom akademien kontrollerade såväl musikhögskolan som statens musiksamlingar och kyrkomusikväsendet i Sverige förutom att man disponerade över statens stipendiemedel för musikutövare och tonsättare. | „ |
| – Sten Hansson 1993 | |   |

Av yngre tonsättarkolleger anklagades han för att bedriva ett "gunstlingssystem" vid utdelandet av stipendier, vilket missgynnade dem vars musikstil inte tilltalade Atterberg. Detta bidrog till "utfrysningen" under Atterbergs senare år. Sedan LO köpt Stockholmstidningen avskedades han 1957 som musikkritiker till förmån för Moses Pergament, en av Atterbergs främsta meningsmotståndare. Den åttonde volymen av Atterbergs "Minnesanteckningar" fick namnet På den överblivna kartan och den nionde volymen fick överskriften Det levande liket, vilket visar effekten av marginaliseringen.

### Utmärkelser
Kurt Atterberg invaldes som ledamot nr 586 av Kungliga Musikaliska Akademien den 25 februari 1926 och var dess sekreterare 1940–1953. Han tilldelades Litteris et Artibus 1936 och Medaljen för tonkonstens främjande 1953.

### Kontakter med Nazityskland
Både före och under nazitiden samarbetade Atterberg med tyska kompositörer och musikorgan i syfte att stärka de svensk-tyska musikrelationerna. Han dirigerade ibland sina egna verk med kända orkestrar i Tyskland och flera berömda dirigenter uppförde också Atterbergs symfonier. Atterberg tvekade aldrig att vidarebefordra de tyska kontakter han knutit under årens lopp till sina svenska kolleger eller att arbeta för att få svenska verk uppförda i Tyskland. På så sätt kunde Albert Henneberg samarbeta med Fritz Tutenberg, som Atterberg kände sedan en musikfest i Kiel 1926, och tillsammans med denne skriva operor för operan i Chemnitz. Atterberg var även generalsekreterare 1935–1938 i den av Richard Strauss grundade organisationen Ständiger Rat für die internationale Zusammenarbeit der Komponisten.
Det finns antisemitiska stråk i Atterbergs korrespondens och språkbruk, särskilt påtagliga i dispyter med tonsättaren Moses Pergament, musikkritiker i Svenska Dagbladet. I ett brev till Pergament 1923 skriver Atterberg: "Att du skulle lancera dig som en svensk tonsättare kunde jag ej drömma om […] Så tillvida är du ju principiellt renodlad judisk tonsättare till gagnet – varför då ej till namnet också?" Motsättningen mellan tonsättarna bottnade i deras diametralt olika konstnärliga inriktningar och det faktum att Atterberg var en ledande personlighet i det svenska musiklivet och en förespråkare för den romantiska nationella identiteten. Pergament hörde snarare, tillsammans med Gösta Nystroem och Hilding Rosenberg till en mer modernistisk falang.
Efter andra världskrigets slut beskylldes Atterberg för att ha varit nazistsympatisör. På hans egen begäran tillsattes en utredning av Kungliga Musikaliska Akademien. Utredningen kunde varken bekräfta eller avfärda misstankar om nazistsympatier. Emellertid blev Atterberg efter kriget marginaliserad och utfryst av sina svenska tonsättarkolleger.

## Atterbergs verk och tonspråk
Atterberg var till stor del självlärd som tonsättare, men studerade 1910–1911 vid Kungliga Musikkonservatoriet. Den viktigaste delen av hans produktion är orkesterverken, bland annat nio symfonier. Hans sjätte symfoni vann 1928 en internationell symfonitävling till Schuberts minne. Atterberg fick ta emot en prissumma på det för tiden väl tilltagna beloppet 10 000 dollar, vilket gav verket tillnamnet Dollarsymfonin.
En stor del av Atterbergs mest kända produktion kan hänföras till genren nationellt präglad musik. Atterberg ansåg sig själv vara "nationalklassicist" snarare än nationalromantiker, med vilket han menade att han inte skrev "formlösa stämningsstycken", utan arbetade med de "klassiska formmönstren". Det nationellt präglade i Atterbergs musik är på samma gång en styrka som en svaghet. En styrka därför att det är i de nationellt präglade verken som han skapat sin mest egna klang. De fåvitska jungfrurna, som är Atterbergs internationellt mest kända verk, är en folkmusikrapsodi som fogats samman av en lång rad korta episoder. Flera av symfonierna, t.ex. nr 2, 4 (Sinfonia piccola) och 8 är starkt präglade av folkmusik. Det nationellt präglade kan samtidigt vara en svaghet, därför att det lätt kan bli banalt eller naivt, vilket är särskilt påfallande i den åttonde symfonin, där scherzots huvuddel bygger på dansvisan Sju vackra flickor i en ring. Hedwall anger som Atterbergs mest intressanta symfonier den tredje (Västkustbilder), som är impressionistiskt inspirerad, och Sinfonia per archi från 1955, som inte tillhör den egentliga gruppen av symfonier.
Atterberg har också komponerat flera operor. Av dessa är Bäckahästen och Fanal de mest spelade. Bäckahästen spelades totalt 44 gånger på Kungliga Teatern, och gavs så sent som 1963. I Fanal förekommer arian I männer över lag och rätt, insjungen på skiva av Jussi Björling. Atterbergs sista opera, Härvards hemkomst (1954), häcklades i media, och lades ner efter endast två föreställningar.
Även om Atterberg uppskattades under sina tidiga år som kompositör, har det på senare år varit tyst kring hans musik. Atterberg representerade slutet på den svenska nationella eran inom musiken, tidigare med framgång företrädd av Hugo Alfvén och Wilhelm Peterson-Berger. Men Atterberg lyckades inte på samma sätt som Alfvén och Peterson-Berger att på längre sikt skapa intresse för sin musik. Detta kan till en del bero på att han i ringa utsträckning komponerade i det lilla formatet, som pianostycken och sånger, men även på att instrumentationen i Atterbergs orkesterverk kan vara ytligare och grällare än hos till exempel Alfvén.

## Verk i urval

### Orkesterverk
- Symfoni nr 1 i h-moll, op 3, 1909/1913
- Symfoni nr 2 i F-dur, op 6, 1911–13
- Requiem: kantat för eldbegängelse, för blandad kör och orkester, op 8, 1914. Text Gustav Schlyter
- Symfoni nr 3 i D-dur, op 10, Västkustbilder, 1916/1948
- Symfoni nr 4 i g-moll, op 14, Sinfonia piccola, 1918/1947
- En höstballad, 1918
- Symfoni nr 5 i d-moll, op 20, Sinfonia funebre, 1919–22/1947
- Symfoni nr 6 i C-dur, op 31 ("Dollarsymfonin"), 1927–28
- Älven: från fjällen till havet, op 33, 1929–30
- En Värmlandsrapsodi, 1933
- Symfoni nr 7 i a-moll, op 45, Sinfonia romantica, 1942
- Symfoni nr 8 i e-moll, op 48, 1944
- Indian Tunes, op 51, 1950
- Daldansen, op 52, 1951–52
- Sinfonia per archi, op 53, 1953
- Symfoni nr 9 i b-moll, op 54, Sinfonia visionaria för två solister, blandad kör och orkester, 1955–56
- Svensk sommarfest, 1957
- Ballad utan ord, op 56, 1957–58
- Vittorioso, op 58, 1962

### Konserter
- Rapsodi för piano och orkester, op 1, 1909
- Violinkonsert i e-moll, op 7, 1913–14
- Svit nr 3 för violin, viola och stråkar, op 19, 1917
- Cellokonsert i c-moll, op 21, 1917–22
- Hornkonsert i a-moll, op 28, 1926
- Pianokonsert i b-moll, op 37, 1927–35
- Konsert för violin och cello och orkester, op 57, 1959-60

### Kammarmusik
- Stråkkvartett nr 1 i D-dur, op 2, 1909
- Stråkkvartett nr 2, op 11, 1918
- Stråkkvartett nr 3 i D-dur, op 39, 1937
- Pianokvintett i C-dur, op 31b, 1942
- Stråkkvintett i D-dur, op 53, 1953
- Hornsonat, op 27b, 1925/1955

### Operor
- Härvard Harpolekare, op 12, 1917
- Bäckahästen op 24, 1923-24 (Med utgångspunkt i Anders Österlings verk med samma namn.)
- Fanal op 35, 1929–34
- Aladdin op 43, 1937–41
- Stormen op 49, 1946–47
- Härvards hemkomst, 1954 (reviderad version av Härvard Harpolekare

### Baletter
- Per Svinaherde op 9, 1914–15
- De fåvitska jungfrurna op 17, 1917
- Balettskisser, 1919

## Diskografi
- Symfoni, nr 1, op 3, h-moll ; Symfoni, nr 4, op 14, g-moll:
  - Radiosymfonikerna ; Symfoniorkestern Norrköping. CD. Sterling CDS 1010-2. 1989.
  - Radio-Sinfonie-Orchester Frankfurt. CD. CPO 999 639-2. 1999.
- Symfoni, nr 2, op 2, F-dur:
  - Sveriges radios symfoniorkester. LP. Swedish Society Discofil Phono Suecia SLT 33179. 1967.
- Symfoni, nr 2, op 6, F-dur ; Symfoni, nr 5, op 20, d-moll, Sinfonia funebre:
  - Radio-Sinfonie-Orchester Frankfurt. CD. CPO 999 565-2. 2002.
- Symfoni, nr 2, op 6, F-dur ; Symfoni, nr 8, op 48, e-moll:
  - Göteborgs symfoniorkester. SACD. Chandos CHSA 5133. 2014.
- Symfoni, nr 3, op 10, D-dur:
  - Stockholms filharmoniska orkester. LP. Caprice CAP 1250. 1983.
- Symfoni, nr 3, op 10, D-dur ; Konsert, horn, orkester, op 28, a-moll:
  - Stockholms filharmoniska orkester. CD. Caprice CAP 21364. 1988.
- Symfoni, nr 3, op 19:1 ; Symfoni, nr 6, op 31, C-dur:
  - Radio-Philharmonie Hannover des NDR. CD. CPO 999 640-2. 2000.
- Symfoni, nr 4, op 14, Sinfonia piccola ; Symfoni, nr 6, op 31, C-dur, Dollarsymfonin ; En Värmlandsrapsodi ; Svit, violin, viola, stråkorkester, nr 3, op 19:1:
  - Göteborgs symfoniorkester. SACD. Chandos CHSA 5116. 2013.
- Symfoni, nr 5, Sinfonia funebre:
  - Stockholms filharmoniska orkester. CD. Musica Sveciae MSCD 620. 1992.
- Symfoni, nr 6, op 31, C-dur:
  - NBC Symphony Orchestra. CD. Dell'arte CD DA 9019. Insp. 1939. 1989.
- Symfoni, nr 6, op 31, C-dur ;  En värmlandsrapsodi, op 36 ; Konsert för horn & orkester, op 28, a-moll: sats 2, Adagio ; De fåvitska jungfrurna, op 17 ; Ballad & passacaglia för orkester, op 38:
  - Radiosymfonikerna ; Royal Philharmonic Orchestra (London). LP. EMI, His Masters Voice 7C 037-35928. Insp. 1928-1950. 1982.
- Symfoni, nr 6, op 31, C-dur, Dollarsymfonin ; En Värmlandsrapsodi ; Ballad utan ord:
  - Symfoniorkestern Norrköping. CD. Bis CD-553. 1992.
- Symfoni, nr 7, op 45, Sinfonia romantica ; Symfoni, nr 8, op 48:
  - Malmö symfoniorkester. CD. Sterling CDS-1026-2. 1998.
  - SWR Radio-Sinfonieorchester Stuttgart. CD. CPO 999 641-2. 2001.
- Symfoni, nr 9, op 54, Sinfonia visionara ; Älven:
  - NDR Radiophilharmonie. CD. CPO 999 913-2. 2003.
- De fåvitska jungfruarna, op 17 ; Leksandssvit, op 41:
  - Stockholms filharmoniska orkester. LP. RCA Victor LSC 9983. 1964.
- Suite barocco, op 23 ; Suite pastorale in modo antico, op 34:
  - Medlemmar ur Radiosymfonikerna. LP. Swedish Society Discofil SLT 33175. 1967.
- Konsert, piano, orkester, op 37, B-dur ; Konsert, violin, orkester, op 7, E-dur:
  - Gävle symfoniorkester. CD. Sterling CDS 1034-2. 1999.
- Rapsodi, piano, orkester, op 1 ; Konsert, piano, op 38, b-moll ; Ballad och Passacaglia, piano, orkester, op 38:
  - Radio-Philharmonie Hannover des NDR. CD. CPO 999 732-2. 2001.
- Sonat, violoncell, piano, op 27 ; Konsert, violoncell, orkester, op 21:
  - Rundfunk-Sinfonieorchester Berlin. CD. Koch Schwann 3-1585-2. 1997.
- Kvintett, piano, stråkar, op 31, C-dur ; Svit, violin (2), violoncell, piano, nr 1 Orientale ; Sonat, horn, piano, op 27, h-moll:
  - New Budapest Quartet. CD. Marco Polo 8.223405. 1993.
- Sonat, violin, piano, h-moll, op 27 ; Höstballader ; Valse monotone ; Rondeau rétrospectif ; Trio concertante, g-moll/C-dur, op 57:
  - CD. Marco Polo 8.223404. 1992.